# Copponex
Copponex é uma comuna francesa na região administrativa de Auvérnia-Ródano-Alpes, no departamento da Alta Saboia. Estende-se por uma área de 9.21 km². Em 2010 a comuna tinha 1 197 habitantes (densidade: 130 hab./km²).